# Grassmoor
Grassmoor é um vilarejo em Derbyshire, Inglaterra, localizada a três milhas ao sul de Chesterfield. O nome original do vilarejo era, de acordo com documentos do século XVI, Gresmore.